# Моховая (приток Кирганика)
Моховая — река в Мильковском районе Камчатского края России. Является левым притоком реки Кирганик, фактически — протока.
Длина реки составляет 29 км. Впадает в реку Кирганик в западных окрестностях дачного хозяйства Кирганик.
По данным государственного водного реестра России относится к Анадыро-Колымскому бассейновому округу. Код водного объекта — 19070000112120000013581.